# 大田警察署
大田警察署（おおだけいさつしょ）は、島根県警察が管轄する警察署の一つである。

## 所在地
- 島根県大田市長久町長久ハ7番地1号

## 管轄区域
- 島根県大田市

## 沿革
- 2005年4月1日 - （旧）大田警察署と（旧）温泉津警察署を統合して（新）大田警察署とする。
- 2008年12月7日 - 署庁舎を大田市大田町の旧庁舎から大田市長久町の（旧）島根県大田集合庁舎跡に移転して業務開始。
- 2009年1月9日 - 大田警察署竣工式が行われる。

## 警察署（直轄）
（）の中は所在地。
- 大田警察署（直轄）（大田市長久町長久ハ7番地1号）

## 組織
- 総務課 - 総務係、被害者支援係、警察相談係
- 会計課 - 会計係
- 生活安全課 - 生活安全係
- 地域課 - 地域係、パトロール係
- 刑事課 - 告訴・告発対応係、捜査係、鑑識係
- 交通課 - 交通総務係、交通捜査係
- 警備課 - 警備係

## 広域交番
（）の中は所在地。

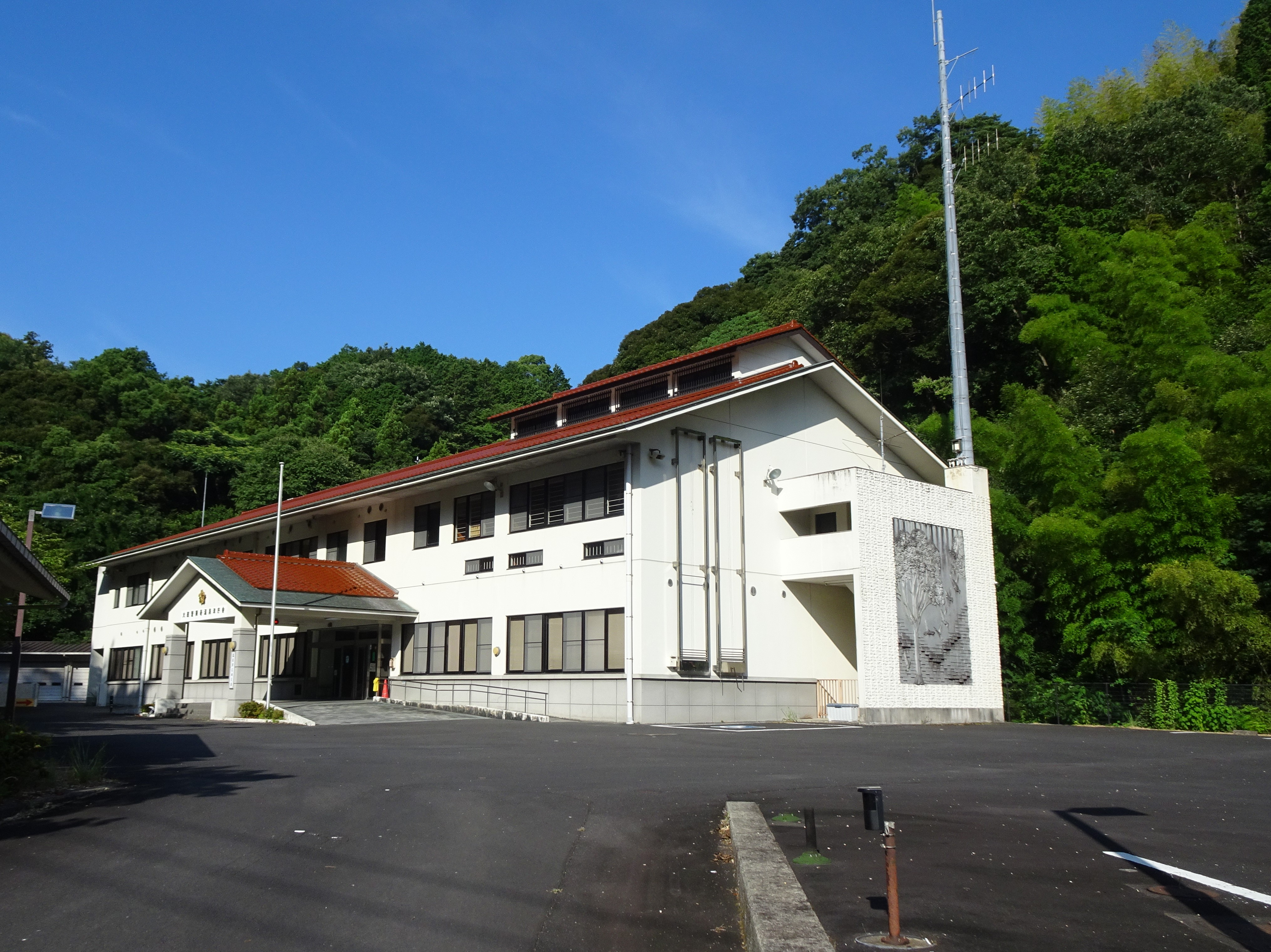
温泉津広域交番（旧温泉津警察署）

- 温泉津広域交番（大田市温泉津町小浜イ540番地1）[注 1]

## 駐在所
（）の中は所在地。
- 山口駐在所（大田市山口町山口263番地5）
- 三瓶駐在所（大田市三瓶町池田1895番地1）
- 波根駐在所（大田市波根町1940番地2）
- 鳥井駐在所（大田市鳥井町鳥井458番地9）
- 五十猛駐在所（大田市五十猛町196番地1）
- 川合駐在所（大田市川合町川合1326番地4）
- 久利駐在所（大田市久利町久利724番地1）
- 大森駐在所（大田市大森町ハ177番地6）
- 大代駐在所（大田市大代町大家1594）
- 井田駐在所（大田市温泉津町井田イ218番地11）
- 仁摩駐在所（大田市仁摩町仁万701番地3）

旧仁摩町・温泉津町の駐在所は合併前の温泉津警察署のエリア。